# サロゲート (映画)
『サロゲート』（原題: Surrogates）は、2009年のアメリカのSFアクション映画。原作はロバート・ヴェンディティとブレット・ウェルデルによる同名のアメリカン・コミック。サロゲート（英語: Surrogate）は、代理という意味。

## 概要
人型遠隔操作ロボットの殺人事件を捜査するために現実世界に飛び出すFBI捜査官トム・グリアー役をブルース・ウィリスが演じる。
遠隔操作の人型ロボットを通じて社会と交流することを可能にするハイテク代理現象。フィット感があり魅力的な遠隔制御ロボットは、人々が自宅で快適かつ安全に生活できるようにする。

## ストーリー
脳波で遠隔操作できるロボット＜サロゲート＞が開発された近未来。人々はサロゲートを分身として使役し、自身は家から一歩も出ずに社会生活を営むことが可能となった。生身より高い身体能力や自由に選べる容姿など、サロゲートには様々なメリットがあったが、最大の特長は安全性にあった。機体に何が起きてもオペレーター（操作者）には危害が及ばない、その絶対的な安全性能が人々に支持され、需要は急拡大。発表から14年後には普及率98％を達成し、開発元のVSI社は超巨大企業へと成長していた。
ある夜、カップルのサロゲートが奇妙な武器を持つ男に襲われる事件が起きる。男の武器から電光が走ると、2体のサロゲートは回路を焼き切られ大破、接続していたオペレーターまでもが脳を破壊されて死に至った。サロゲートを介してオペレーターを殺傷できる武器が存在する。世間に知られれば大パニックを招きかねないこの事件は極秘扱いとされ、FBI捜査官のトム・グリアーとジェニファー・ピータースが密かに捜査を進めることとなった。
被害者の１人はジャリッド・キャンター。サロゲートの開発者として名高いライオネル・キャンター博士の息子であった。事件当夜、ジャリッドは博士から借りたサロゲートを使用していたことから、犯人の本来の標的は博士であった可能性が高い。通常サロゲートは特定のオペレーターにしか使用できないが、生みの親たるキャンター博士ならば登録を自在に変更できる。それゆえに起きた誤認殺人であった。「私のせいで息子が死んだ…」グリアー達から事件を聞いた博士は、悲嘆に沈む。捜査を進める中で、グリアー達は接続を強制遮断するソフトウェアなどが存在することも知る。サロゲートのシステムは、一般に信じられているほど完璧ではなかった。
被害者のスティムチェア（接続装置）に残った映像記録から、容疑者の身元が判った。男の名はマイルズ・ストリックランド。彼は１ヶ月前に強盗容疑で逮捕され、すぐに釈放されるという奇妙な前歴があった。今回の件で特殊な武器を使用したことも考え合わせると、相当な力を持つ黒幕が背後にいることは間違いない。街頭カメラによってストリックランドを発見し、グリアーと警官隊が追跡を開始する。件の武器で数名の警官を殺傷した末、ストリックランドは＜独立区＞へ逃げ込む。そこは、サロゲートの使用を拒む少数派の人々が住む治外法権区域であった。協定に構わず区内に侵入し、ストリックランドを追い詰めるグリアーだったが、区民がその行く手を阻む。サロゲートを目の敵にする区民に銃撃され、グリアーの機体は大破。容疑者を取り逃がしてしまうのだった。
治外法権区で騒動を起こしたうえ捜査用サロゲートを失ったとして、グリアーは上司から解任を言い渡された。だが一方的な解任命令に納得できないグリアーは、自らの足で独自に捜査を続行する。軍事用サロゲートの中に、あの事件と同じように回路を損傷した機体があることを知り、グリアーは陸軍のブレンドン大佐を訪問。自身の持つ捜査情報を取引に使い、武器の情報を引き出すことに成功する。武器の名は＜OD＞（オーバーロード・デバイス）といい、以前にVSI社と軍が開発していたものだという。本来は特殊なソフトウェアを入力してサロゲートを無力化するものだが、安全機構をも無効化してオペレーターを危険に晒すという副作用が発覚し、開発を中断・破棄されたはずであった。ストリックランドの手に渡った経緯は不明だが、どのみち放置はしておけない。大佐は自らOD奪還のための部隊を編成し、独立区へ踏み込むことを決めた。
一方独立区では、区のリーダーである＜予言者＞ザイール・パウエルがストリックランドを尋問していた。パウエルはなぜか極秘扱いの事件を知っており、黒幕の正体や目的を白状するよう迫る。ストリックランドが何の情報も持たない末端要員だと判ると、パウエルはあっさりと彼を殺害。奪ったODを部下に運ばせ、ある人物に渡すよう命令する。その先では、サロゲートに関わる者すべての命を脅かす、恐るべき計画が動き始めていた。

## 登場人物
トム・グリアー
演 - ブルース・ウィリス
FBi捜査官。息子を不慮の事故で亡くしている。
ジェニファー・ピータース
演 - ラダ・ミッチェル
トムの相棒。理知的な性格。
マギー・グリアー
演 - ロザムンド・パイク
トムの妻。
アンディ・ストーン
演 - ボリス・コジョー
トムの上官。ライオネルを快く思っていない。
ジャリッド・キャンター
演 - ジェームズ・フランシス・ギンティ
ライオネルの息子。
ライオネル・キャンター
演 - ジェームズ・クロムウェル
サロゲートの生みの親。
予言者
演 - ヴィング・レイムス
人権擁護派の独立区の指導者。
ストリックランド
演 - ジャック・ノーズワージー
容疑者。

## キャスト
| 役名                     | 俳優                             | 日本語吹替   | 日本語吹替 |
| 役名                     | 俳優                             | ソフト版     | 機内上映版 |
| ------------------------ | -------------------------------- | ------------ | ---------- |
| トム・グリアー           | ブルース・ウィリス               | 山路和弘     | 大塚芳忠   |
| ジェニファー・ピータース | ラダ・ミッチェル                 | 八十川真由野 |            |
| マギー・グリアー         | ロザムンド・パイク               | 田中敦子     |            |
| アンディ・ストーン       | ボリス・コジョー                 | 谷口節       |            |
| キャンター               | ジェームズ・フランシス・ギンティ | 川島得愛     |            |
| キャンター博士           | ジェームズ・クロムウェル         | 藤本譲       |            |
| 予言者                   | ヴィング・レイムス               | 郷里大輔     |            |
| ストリックランド         | ジャック・ノーズワージー         |              |            |
| ボビー                   | デヴィン・ラトレイ               | 遠藤純一     |            |
| 弁護士                   | テイラー・コール                 |              |            |
| 本人役                   | 石黒浩（カメオ出演）             |              |            |
| 本人役                   | 金出武雄（カメオ出演）           |              |            |